# تسروویتسا
تسروویتسا (به بلغاری: Tserovitsa) یک منطقهٔ مسکونی در بلغارستان است که در شهرستان کیوستندیل واقع شده‌است.